# Jachère
La jachère est, historiquement, l'ensemble des pratiques culturales de printemps et d'été des terres arables préparant l'ensemencement d'une céréale d'automne. Le terme désigne aussi, par métonymie, la période où l'on effectue ces façons, et la terre qui les reçoit.
Cette préparation consiste en plusieurs labours dont le but est de détruire les adventices (mauvaises herbes), ensevelir la fumure et accélérer la décomposition de la matière organique. Dans la petite région de France où c’était un terme vernaculaire (Île-de-France, Artois, une petite partie de la Normandie et de la Champagne), les cultivateurs ont toujours désigné sous ce nom une suite d’opérations de travail du sol (labours, hersages…) destinées d’abord à nettoyer le sol des mauvaises herbes, ensuite à préparer le lit de semence d'une céréale semée en automne. Elle était très consommatrice de travail, tant humain qu’animal. Jachérer (ou gascherer), c'était labourer plusieurs fois, chaque labour ramenant à la surface des graines de mauvaises herbes qui germaient, le labour suivant détruisant ces mauvaises herbes. Les adventices poussant entre deux labours étaient pâturées par des moutons, cette vaine-pâture étant essentielle à la survie des plus pauvres.
La jachère a souvent été appelée repos de la terre, terme doublement ambigu : parce qu'il s'appliquait aussi à la friche enherbée, et parce que cette terre au « repos » était intensément travaillée.
Cette pratique était intensément utilisée en Amérique du Nord et elle est en partie responsable de l'épisode du Dust Bowl.
Dans un sens moderne, on utilise plutôt l'appellation de « gel des terres ».

## Étymologie
Le mot est attesté en latin médiéval en 1193 gascheria, gascaria « terre labourée, non ensemencée pour la laisser reposer » (Compiègne, Beauvais dans Bambeck Boden, p. 93). Il est mentionné également sous les formes gaschiere vers 1200 (Graindor de Douai, Jerusalem, 931 ds T.-L.); jussiere (deuxième moitié du XIIIe siècle) « état de cette terre » (J. de Baisieux ds A. Scheler, Trouvères belges, édition 1876, p. 212, 225); gaskiere en 1276 (Adam de la Halle, Congés, éd. P. Ruelle, 72, p. 131).
Il s'agit d'un terme localisé dans le nord du domaine d'oïl : wallon, picard, normand (FEW t. 4, p. 53b-54a), ces trois dialectes étant dits septentrionaux, cependant la forme avec ga- à l'initiale est propre aux régions situées près des côtes de Normandie et de Picardie (cf. ligne Joret). En revanche, le wallon, ainsi que le normand méridional et le picard oriental ont développé un j [ʒ] à l'initiale, d'où le français jachère.  Il serait d'origine gauloise, issu d'un dérivé en -aria, peut-être déjà gaulois, de *gansko- « charrue », terme désignant à l'origine une branche; *gansko- (d'où l'irlandais gesca « branche ») serait dérivé de *ganku, kanku, d'où l'irlandais géc, le cymrique cainc « branche ». Cependant, on ne trouve aucune mention de ce terme chez les celtisants Pierre-Yves Lambert et Xavier Delamarre dans les éditions respectives de leurs ouvrages de 1994 et de 2003,.
Le verbe jachérer est attesté en 1255 via le latin médiéval terras gacheratas (Charte de l'archevêque de Rouen, Archives Nationales JJ 1245, fol. 167 rods Du Cange, s.v. gacerare; cf. ghaskerer, s.d., ibid., s.v. gascaria), puis en 1357 terres gascherees (Arch. Nat. MM 28, fol. 56 vods Gdf.).

## Avant l'ère industrielle
En Europe, la pratique de la jachère était commune avant l'apparition de l'agriculture moderne et notamment des fertilisants minéraux. Elle entrait dans le cadre d'un assolement et permettait, pendant la première année de l'assolement, dite année de jachère, de reconstituer les réserves minérales utilisables du sol par l'apport de fumier et les labours et de contrôler les adventices par de fréquents travaux du sol. Elle constituait également un espace de vaine pâture important à l'échelle communale. Au Moyen Âge, la rotation culturale dure généralement deux ans (assolement biennal), alternant une culture et une jachère herbeuse « qui ne doit pas durer trop longtemps, sinon les déjections déposées sur le sol au début de la période de jachère, trop longuement soumises aux intempéries, seraient minéralisées, puis drainées par les eaux d'infiltration ou dénitrifiées avant la remise en culture. C'est la raison pour laquelle la grande jachère ne dure finalement pas plus de quinze mois quand elle alterne avec une céréale d'hiver de neuf mois, et pas plus de vingt mois quand elle alterne avec une céréale de printemps de quatre mois ».
La jachère était nommée versaine en Lorraine et dans les Ardennes, sombre ou somard en Bourgogne et Franche-Comté, terre à soleil en Bresse et dans la Dombes, estivade dans le Massif central.

## Dérive du sens et disparition de la jachère
Le sens de jachère va peu à peu dériver sous l'influence d'ouvrages écrits pour les propriétaires terriens par des lettrés urbains. Méconnaissant parfois le travail agricole et la nature exacte de la jachère, ils ne voient dans celle-ci qu'une pratique archaïque. La confusion entre jachère et friche apparaît déjà au XVIe siècle. Au XVIIIe siècle, la pratique de la jachère, jugée non rentable, a été combattue. L'un de ses plus vigoureux adversaires fut l'agronome Victor Yvart, au début du XIXe, ou encore Arthur Young. L'influence de Victor Yvart fut déterminante, en particulier dans le sens de terre au repos donné à la jachère dans les dictionnaires, malgré les tentatives de réfutation d'agronomes renommés tels que Pierre-Paul Dehérain. Au cours du XIXe, l'invention de nouveaux outils limitant la prolifération des mauvaises herbes et l'introduction d'engrais chimiques conduisirent à abandonner complètement la pratique de la jachère, remplacée par les prairies artificielles et les cultures fourragères, dans le cadre d'une révolution agricole.
En France, il existe, à partir de la Révolution Française, une volonté de faire disparaître la jachère. Elle se heurte néanmoins aux coutumes de vaine pâture et d'assolement collectif et ne disparaîtra que progressivement au cours du XIXe siècle, à mesure que la propriété privée s'affirme.

## Sens modernes

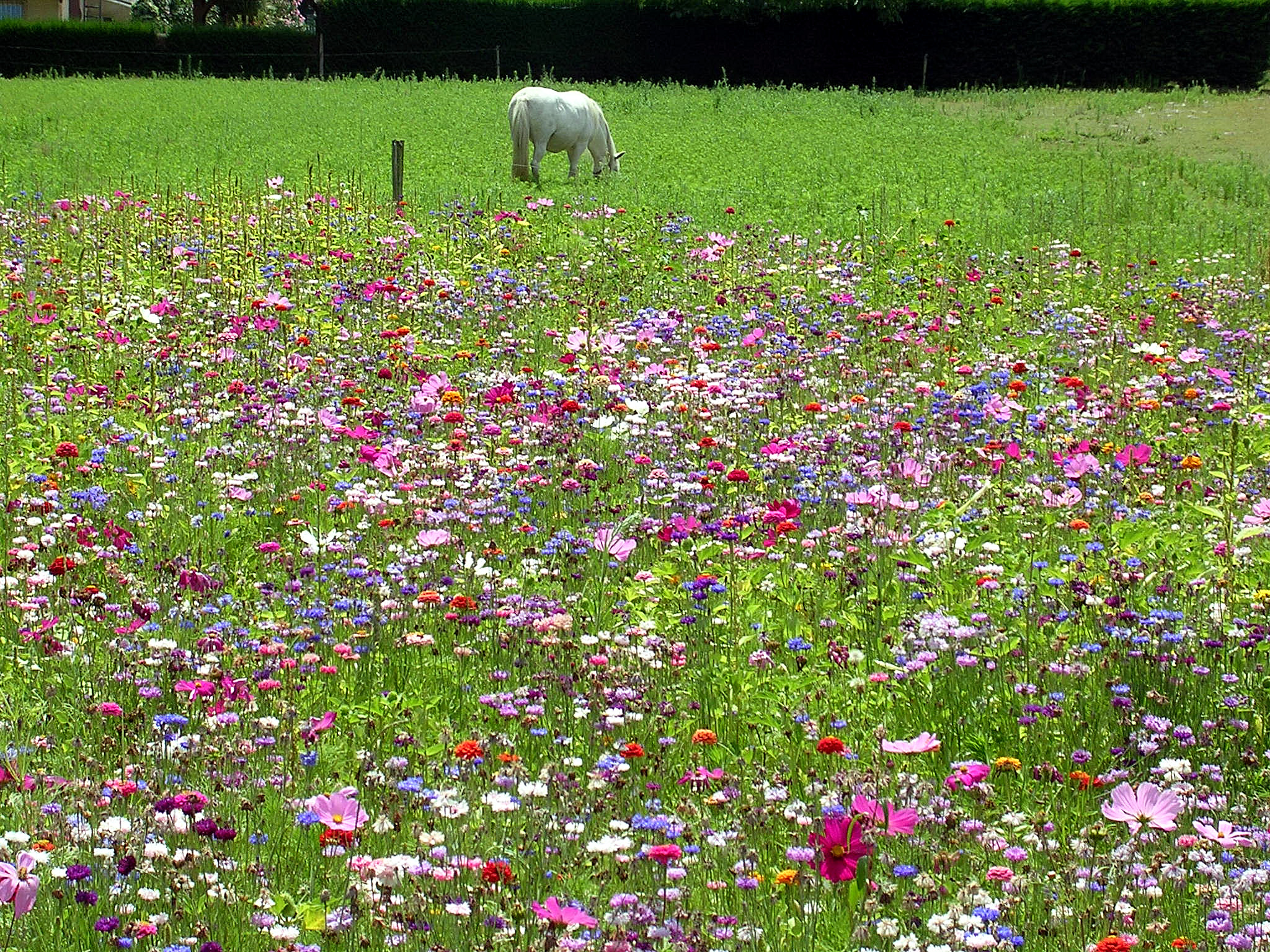
Jachère fleurie en France

### Dans le domaine agricole
Le vocable de jachère est réapparu, depuis 1992 en Europe, dans le cadre de la politique agricole commune comme une mesure d'ordre économique destinée à limiter la surproduction dans certaines cultures, notamment les céréales. Les agriculteurs doivent « geler » une partie de leurs terres en échange d'une rémunération. Ils n'ont pas le droit d'utiliser cette surface. Cependant, en cas d'année sèche, le pâturage des jachères peut être autorisé comme dans 34 départements français en 2006 et dans 24 départements en juillet 2019. Des mesures similaires existent aux États-Unis.

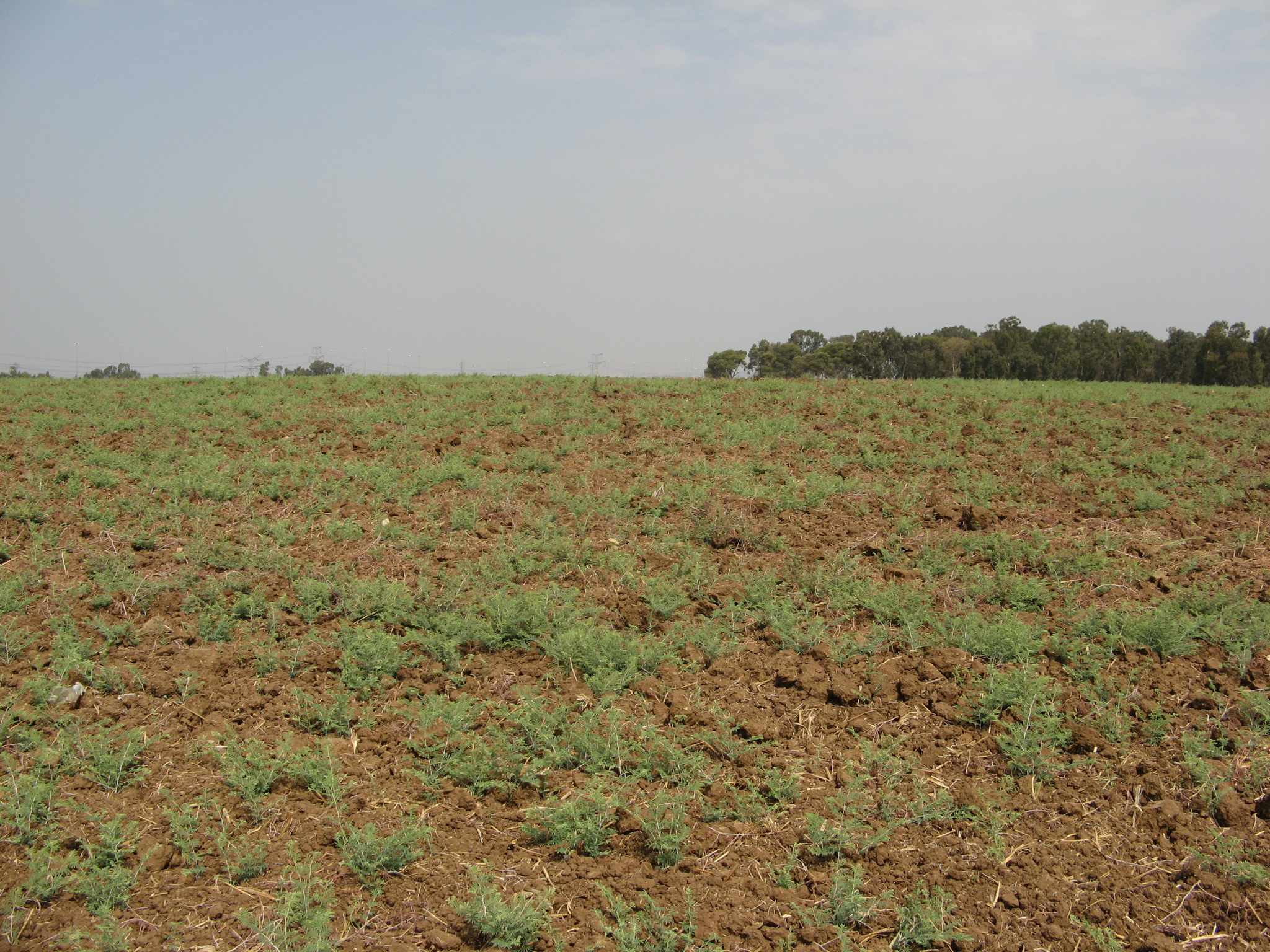
Champ laissé en « jachère » durant l'année religieuse de chemitta, Rosh Ha-Ayin (Israël), 2007

La suppression de la jachère obligatoire a été entérinée par la commissaire Mariann Fischer Boel en 2008, les agriculteurs pouvant continuer à mettre en jachère volontaire 10 % de leur surface.
Les agriculteurs peuvent utiliser leur jachère dans un but environnemental. Ils peuvent passer des contrats, par exemple, avec des chasseurs pour une jachère de faune sauvage, avec des apiculteurs pour une jachère pollinique, avec des communes pour une jachère florale.
Cette jachère réglementaire n'ayant aucune parenté avec la jachère « historique », l'appellation de « gel des terres » n’est alors plus adaptée.
En Europe et donc en France, dans le cadre de l'écoéligibilité de la nouvelle Politique agricole commune (PAC), les Jachères fixes, ainsi que quelques autres éléments paysagers semi-naturels d'intérêt agroécologique et écologique (ex : Prairies permanentes, bandes enherbées, lisières, bords de mares, bocage, arbres groupés..) sont éligibles au dispositif des « surfaces équivalentes topographiques ».

### Dans le domaine de l'élevage
Les élevages en mer de saumons se sont fortement développés depuis les années 1980. Cette activité aurait dû diminuer la pression de pêche sur le saumon sauvage, en déclin depuis plus d'un siècle, mais elle s'est paradoxalement accompagnée d'un déclin accéléré et quasiment général des populations sauvages de saumons, en raison semble-t-il d'une forte augmentation de parasitoses des saumons d'élevage et sauvages par le pou du saumon, qui — de plus — s'est rapidement adapté à plusieurs pesticides utilisés comme antiparasitaires par les salmoniculteurs.
De la même manière que des périodes de vide sanitaire sont mises en place dans les poulaillers industriels lors du passage à un nouveau cycle d'élevage de volailles ou après une épidémie (zoonose notamment), les salmoniculteurs peuvent ou doivent instaurer des mises en jachère pour diminuer les infestations et réinfestations de leurs poissons. Elles se font annuellement (généralement en milieu d'hiver) ou en situation post-épidémique. Des modélisations comme le suivi scientifique de poissons-sentinelles ont montré que si ces jachères salmonicoles sont faites au bon moment dans l'année, elles peuvent fortement limiter le risque d'infestation des smolts sauvages (le smolt désigne le saumon juvénile durant sa période d'adaptation au milieu marin et salé, période durant laquelle il est le plus vulnérable à cette parasitose. La jachère piscicole s'est également montrée efficace pour nettement diminuer le risque d'infestation rapide des saumons d'élevage par les poux de mer ; pour cette raison, elle est devenue obligatoire dans le Hardangerfjord en Norvège. Elle doit cependant être synchronisée entre élevages pour augmenter son efficacité (sinon un élevage non mis en jachère devient une source de réinfestation rapide pour les parcs voisins). 

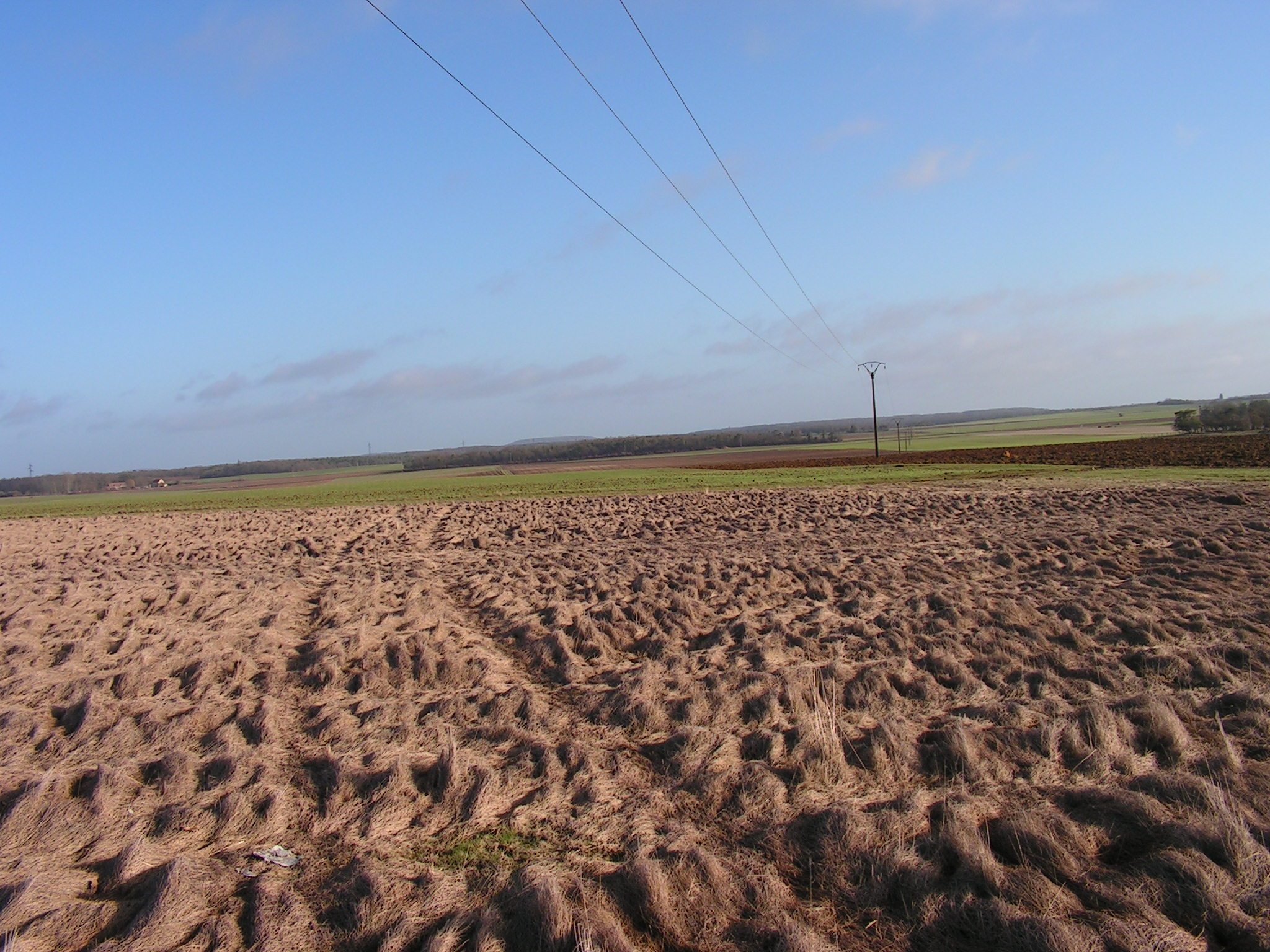
Exemple de jachère utilisée aujourd'hui à la plaine de Darvault, par Théophane, professeur aux Beaux-Arts à Paris